# Hervé Diasnas
Hervé Diasnas est un danseur français né en 1957.
Après avoir travaillé la prestidigitation et la jonglerie, il entre en 1977 à l'école Mudra, fondée par Maurice Béjart, puis rejoint la compagnie de Félix Blaska en 1978 et participe à la dernière création du GRCOP en 1980.
Après un séjour aux États-Unis où il étudie la danse classique, il danse pour François Verret (Fin de parcours) et poursuit ensuite son propre itinéraire, fondant sa compagnie, Association Ça, en 1982.

## Principales créations
- Seul
- Le Fil d'Ariane
- Naï ou le Cristal qui songe (1983)
- Le Premier Silence (1985)
- Une nuit de clous d'or dans l'étain (1986)
- La Clairière des mots (1989)
- Une journée blanche (1990, avec Carlotta Ikeda)
- Mort d'un papillon (1992)
- Le Sourire de l'aube (1994)
- Portraits mouvementés (1996)
- Les Semelles de vent (1997)
- Sans voix (1998)
- Cocagne (1999)
- Le Tabloïd des anges (2000)
- Salon chorégraphique (2001)
- Les Buveurs de brume (2002)
- Chroniques aériennes (2005)
- Vlaï, la légende des marionnettes (2006)
- La Muse du théâtre (2007)
- Le Parvis des ondes (2007)
- (H.B.D.P.)² (2007)
- Le Rêve des ombres (2008)
- Le Reflet du silence (2009)